# Gấp nếp beta
Gấp nếp beta (gấp nếp β, phiến gấp nếp beta) là một cấu trúc phổ biến của cấu trúc bậc hai protein. Các gấp nếp beta gồm các sợi beta (sợi β) được kết nối với nhau bằng ít nhất hai hoặc ba liên kết hydro ở khung, tạo thành một tấm gấp nếp. Sợi β là một chuỗi polypeptit kéo dài từ 3 đến 10 amino acid. Sự liên kết siêu phân tử của các gấp nếp β có liên quan đến sự hình thành các sợi amyloid và mảng amyloid quan sát thấy trong bệnh thoái hóa tinh bột, đặc biệt là bệnh Alzheimer.